# Paul Chambers
Paul Laurence Dunbar Chambers Jr. (Pittsburgh, 22 aprile 1935 – New York, 4 gennaio 1969) è stato un contrabbassista jazz statunitense attivo negli anni cinquanta e sessanta.
La sua preminenza, testimoniata dal grandissimo numero di partecipazioni a formazioni ed eventi fondamentali per il jazz dell'epoca (su tutto la partecipazione all'album Kind of Blue con il sestetto di Miles Davis), derivò dalla sua perfetta intonazione, senso del tempo e virtuosistica padronanza dello strumento. In qualche misura si può dire che Chambers è il bassista jazz archetipo dei periodi hard bop e modale.

## Biografia
Nato a Pittsburgh, ma cresciuto a Detroit, Paul inizia a calcare le scene prima con il pianista George Wallington, poi con il sassofonista Paul Quinichette. Avvicinatosi al be bop, si unisce al quintetto di J. J. Johnson e Kai Winding. Dal 1955 al 1963 fa parte delle formazioni di Miles Davis. Dopo aver lasciato la band di Davis, si unì a Wynton Kelly e a Jimmy Cobb (che avevano lasciato il gruppo assieme a lui) per formare un trio che divenne la sezione ritmica più popolare della scena jazzistica, accompagnando praticamente tutti i solisti più importanti dell'epoca per gran parte degli anni sessanta.
Fu, inoltre, attivo come leader di diverse  formazioni e in moltissime collaborazioni occasionali e sedute d'incisione con, tra gli altri: 
Cannonball Adderley, Donald Byrd, Red Garland, Sonny Rollins, Freddie Hubbard, Jackie McLean, Hank Mobley, e Bud Powell.
Paul Chambers  fu il terzo bassista jazz, dopo Jimmy Blanton e Slam Stewart, a usare l'archetto nei suoi assoli.
Egli partecipò ad almeno due incisioni fondamentali della storia del jazz: Kind of Blue, l'atto di consolidamento del jazz modale, e Giant Steps, il primo album del quartetto di John Coltrane: il brano Mr. P.C., incluso nell'album, è dedicato a Chambers (il P.C. del titolo).
Forte bevitore e dedito alle droghe, Chambers muore di tubercolosi a 33 anni, a New York.

## Discografia

### Come leader
- Chambers' Music (Jazz West, 1956)
- (con John Coltrane) High Step (Blue Note, 1956)
- Whims of Chambers (Blue Note, 1956)
- Paul Chambers Quintet (Blue Note, 1957)
- Bass on Top (Blue Note, 1957)
- Go (Vee-Jay, 1959)
- 1st Bassman (Vee-Jay, 1960)

### Come sideman
Wayne Shorter
- Introducing Wayne Shorter (commercializzato anche coi titoli "Blues a la carte" e "Shorter Moments"  Vee Jay records, 1959

Cannonball Adderley
- Julian "Cannonball" Adderley (EmArcy, 1955)
- Cannonball Adderley Quintet in Chicago (Mercury, 1959)

Nat Adderley
- Introducing Nat Adderley (Mercury/Wing, 1955)

Lorez Alexandria
- Alexandria the Great (Impulse!, 1964)

Sonny Clark
- Cool Struttin' (Blue Note, 1958)

Jimmy Cleveland
- Introducing Jimmy Cleveland and His All Stars (EmArcy, 1955)

John Coltrane
- (con Paul Chambers) High Step (Blue Note, 1956)
- Blue Train (Blue Note, 1957)
- Bahia (Prestige, 1958)
- Black Pearls (Prestige, 1958)
- Settin' the Pace (Prestige, 1958)
- (con Red Garland Trio) Traneing In (Prestige, 1958)
- Stardust (Prestige, 1958)
- The Believer (Prestige, 1958)
- The Last Trane (Prestige, 1958)
- (con Milt Jackson) Bags and Trane (Atlantic, 1960)
- Giant Steps (Atlantic, 1960)
- Coltrane Jazz (Atlantic, 1961)

#### Bill Evans
- On Green Dolphin Street (Riverside Records, 1959)

Miles Davis
- Miles (Prestige, 1955)
- 'Round About Midnight (Columbia, 1955)
- Cookin' (Prestige, 1956)
- Relaxin' (Prestige, 1956)
- Steamin' (Prestige, 1956)
- Workin' (Prestige, 1956)
- Miles Ahead (Columbia, 1957)
- Milestones (Columbia, 1958)
- Porgy and Bess (Columbia, 1958)
- Kind of Blue (Columbia, 1959)
- Sketches of Spain (Columbia, 1960)
- Someday My Prince Will Come (Columbia, 1961)

Kenny Dorham
- Blue Spring (Riverside, 1959)
- Quiet Kenny (New Jazz, 1959)

Kenny Drew
- The Kenny Drew Trio (Prestige, 1957)

Gil Evans
- Gil Evans & Ten (Prestige, 1957)

Curtis Fuller
- Curtis Fuller with Red Garland (Prestige, 1957)
- The Curtis Fuller Jazztet with Benny Golson (Savoy, 1959)

Red Garland
- A Garland of Red (Prestige, 1956)
- Dig It! (Prestige, 1957)
- Groovy (Prestige, 1957)
- Red Garland Revisited! (Prestige, 1957)
- Red Garland's Piano (Prestige, 1957)
- The P.C. Blues (Prestige, 1957)
- Can't See for Lookin' (Prestige, 1958)
- It's a Blue World (Prestige, 1958)
- Manteca (Prestige, 1958)
- (con John Coltrane) Traneing In (Prestige, 1958)
- All Kinds of Weather (Prestige, 1959)

Bennie Green
- Blows His Horn (Prestige, 1956)

Roy Haynes/Phineas Newborn/Paul Chambers
- We Three (Prestige/New Jazz, 1958)

Elmo Hope
- Informal Jazz (Prestige,1956)

Dexter Gordon
- Dexter Calling (Blue Note, 1961)

Benny Golson
- Benny Golson's New York Scene (Contemporary, 1957)
- The Modern Touch (Riverside, 1958)
- Groovin' With Golson (Prestige, 1959)
- Turning Point (Mercury, 1962)

Joe Henderson
- Four (Verve, 1968)
- Straight, No Chaser (Verve, 1968)

Milt "Bags" Jackson
- (con John Coltrane) Bags and Trane (Atlantic, 1960)
- Statements (Impulse!, 1961)

J. J. Johnson
- The Eminent J.J. Johnson, Vol. 2 (Blue Note, 1955)
- (con Kai Winding) Trombone For 2 (Columbia, 1955)
- (con Kai Winding) The Great Kai & J. J. (Impulse!, 1960)

Elvin Jones e Philly Joe Jones
- Together! (Atlantic, 1964)

Philly Joe Jones
- Philly Joe's Beat (Atlantic, 1960)

Wynton Kelly
- Kelly blu (Riverside 1959)
- Kelly at Midnite (Vee Jay, 1960)
- Kelly Great (Vee Jay, 1960)
- Wynton Kelly! (VeeJay, 1961)
- Comin' in the Back Door (Verve, 1963)
- (con Wes Montgomery) Smokin' at the Half Note (Verve, 1965)

Abbey Lincoln
- That's Him (Riverside, 1957)

Harry Lookofsky
- Stringsville (Atlantic, 1959)

Warne Marsh
- Warne Marsh (Atlantic, 1958)

Jackie McLean
- Jackie's Pal (Prestige, 1957)
- McLean's Scene (Prestige/New Jazz, 1957)
- Capuchin Swing (Blue Note, 1960)
- Jackie's Bag (Blue Note, 1961)

Hank Mobley
- Tenor Conclave (Prestige, 1956)
- Roll Call (Blue Note, 1960)
- Soul Station (Blue Note, 1960)
- Workout (Blue Note, 1962)
- The Turnaround! (Blue Note, 1965)

Thelonious Monk
- Brilliant Corners (Riverside, 1956)

Lee Morgan
- Lee-Way (Blue Note, 1960)

Wes Montgomery
- (con Wynton Kelly Trio) Smokin' At The Half Note (Verve, 1965)
- Willow Weep For Me (Verve, 1969)

Oliver Nelson
- The Blues and the Abstract Truth (Impulse!, 1961)

David ''Fathead'' Newman
- Straight Ahead (Atlantic, 1961)

Art Pepper
- Art Pepper Meets the Rhythm Section (Contemporary, 1957)
- Gettin' Together (Contemporary, 1960)

Freddie Redd
- Shades of Redd (Blue Note, 1960)
- Redd's Blues (Blue Note, 1961)

Sonny Rollins
- Tenor Madness (Prestige, 1956)
- Sound of Sonny (Riverside, 1957)

Frank Strozier
- Fantastic Frank Strozier (Koch Jazz, 1960)

George Wallington
- The George Wallington Quintet at the Bohemia (Featuring the Peck) (Progressive Records, 1955)

Kai Winding
- The Trombone Sound (Columbia, 1955)
- (con J. J. Johnson) Trombone For 2 (Columbia, 1955)
- (con J. J. Johnson) The Great Kai & J. J. (Impulse!, 1960)